# Albert Kidwell
Albert Laws Kidwell, znan tudi kot Al Kidwell, ameriški mineralog, * 1. januar 1919, Auxvasse, Misuri, ZDA, † 16. avgust 2008, Scottsdale, Arizona, ZDA.
Po njem so poimenovali leta 1979 mineral kidwellit.